# Przełęcz Mićkowska
Przełęcz Mićkowska – położona na wysokości 875 m przełęcz w Paśmie Radziejowej w Beskidzie Sądeckim. Znajduje się w długim, północno-wschodnim grzbiecie Radziejowej pomiędzy wierzchołkiem Jaworzyny Wielkiej (947 m) a wierzchołkiem 890 m. Z dolinki u północnych podnóży Przełęczy Mićkowskiej wypływa potok Magurne, stok południowy opada do dolinki dopływu Małej Roztoki. Rejon przełęczy porasta las, ale w jej pobliżu znajdują się dwie polany; powyżej na stokach wierzchołka 890 m jest polana Magorzyca, a dużo niżej, na wschodnich stokach Jaworzyny Polana Maćkowska, od której zapewne utworzono nazwę tej przełęczy. Przez Maćkowską Przełęcz poprowadzono gminny szlak turystyki pieszej. W grzbiecie pomiędzy przełęczą a wierzchołkiem Jaworzyny znajdują się odsłonięcia skalne.
Przełęcz Mićkowska znajduje się w granicach wsi Roztoka Ryterska w województwie małopolskim, w powiecie nowosądeckim, w zachodniej części gminy Rytro.

## Szlaki turystyczne
żółty szlak pieszy: dolina Wielkiej Roztoki – Jaworzyna Wielka – Przełęcz Mićkowska – Jaworzyny – Przełęcz Żłobki. 3:30 h, ↓ 2:30 h